# Magnésioferrite
La magnésioferrite est un minéral rare du groupe du spinelle, de formule chimique MgFe2O4 où le fer est à l'état d'oxydation +3 (MgFeIII
2O4, en écriture ionique Mg2+Fe3+
2O2–
4).
La magnésioferrite est fortement magnétique, comme la magnétite Fe3O4 (FeIIFeIII
2O4), avec laquelle elle forme une série continue.
La magnésioferrite cristallise dans le système cubique (groupe d'espace Fd3m (no 227), paramètre cristallin a = 838,66 pm, nombre d'atomes par maille conventionnelle Z = 8), mais ne développe que rarement des cristaux octaédriques bien formés, qui peuvent atteindre 5 mm. On la trouve généralement sous forme d'agrégats minéraux granuleux pouvant être massifs, de couleur brun-noir à noir avec des surfaces à l'éclat métallique. Elle est généralement opaque, mais peut être translucide lorsqu'elle est observée sous une faible épaisseur, par exemple en lame mince.
La magnésioferrite se forme généralement sur les fumerolles, ou par métamorphisme lors de la combustion d'un mélange de marne et de charbon. On peut également la trouver comme composant accessoire de certaines kimberlites et carbonatites, ainsi que de gabbros alcalins. Elle accompagne souvent l'hématite ainsi que la titanomagnétite et les diopsides contenant du fer.